# Mason Trafford
Mason Trafford (Boynton Beach, 21 agosto 1986) è un ex calciatore statunitense naturalizzato canadese, di ruolo difensore.

## Carriera

### Club
Il 27 febbraio 2019 firma con la neonata società canadese del Cavalry.

### Nazionale
Il 18 gennaio 2013 viene convocato per la prima volta dalla nazionale canadese per alcune amichevoli. Il 26 gennaio esordisce in nazionale subentrando nel secondo tempo a Tosaint Ricketts durante l'amichevole persa per 4-0 contro la Danimarca.

## Statistiche

### Presenze e reti nei club
Statistiche aggiornate al 11 maggio 2022.
| Stagione           | Squadra             | Campionato         | Campionato | Campionato | Coppe nazionali | Coppe nazionali | Coppe nazionali | Coppe continentali | Coppe continentali | Coppe continentali | Altre coppe | Altre coppe | Altre coppe | Totale | Totale |
| Stagione           | Squadra             | Comp               | Pres       | Reti       | Comp            | Pres            | Reti            | Comp               | Pres               | Reti               | Comp        | Pres        | Reti        | Pres   | Reti   |
| ------------------ | ------------------- | ------------------ | ---------- | ---------- | --------------- | --------------- | --------------- | ------------------ | ------------------ | ------------------ | ----------- | ----------- | ----------- | ------ | ------ |
| 2009               | Vancouver Whitecaps | USL                | 23         | 0          | CC              | 3               | 0               |                    | -                  | -                  |             | -           | -           | 26     | 0      |
| 2010               | IFK Mariehamn       | VL                 | 7          | 1          | SC+CdL          | -               | -               |                    | -                  | -                  |             | -           | -           | 7      | 1      |
| 2011               | IFK Mariehamn       | VL                 | 28         | 1          | SC+CdL          | 2+2             | 0               |                    | -                  | -                  |             | -           | -           | 32     | 1      |
| 2012               | IFK Mariehamn       | VL                 | 30         | 0          | SC+CdL          | 4+1             | 0               |                    | -                  | -                  |             | -           | -           | 35     | 0      |
| Totale Mariehamn   | Totale Mariehamn    | Totale Mariehamn   | 65         | 2          |                 | 9               | 0               |                    | -                  | -                  |             | -           | -           | 74     | 2      |
| 2013               | Guizhou Zhicheng    | CL1                | 29         | 0          |                 | -               | -               |                    | -                  | -                  |             | -           | -           | 29     | 0      |
| 2014               | Ottawa Fury         | NASL               | 15         | 0          | CC              | 2               | 0               |                    | -                  | -                  |             | -           | -           | 17     | 0      |
| 2015               | Ottawa Fury         | NASL               | 25         | 1          | CC              | 1               | 0               |                    | -                  | -                  |             | -           | -           | 26     | 1      |
| Totale Ottawa Fury | Totale Ottawa Fury  | Totale Ottawa Fury | 40         | 1          |                 | 3               | 0               |                    | -                  | -                  |             | -           | -           | 43     | 1      |
| 2016               | Miami FC            | NASL               | 31         | 0          | USOC            | 1               | 0               |                    | -                  | -                  |             | -           | -           | 32     | 0      |
| 2017               | Miami FC            | NASL               | 27         | 0          | USOC            | 5               | 0               |                    | -                  | -                  |             | -           | -           | 32     | 0      |
| Totale Miami FC    | Totale Miami FC     | Totale Miami FC    | 58         | 0          |                 | 6               | 0               |                    | -                  | -                  |             | -           | -           | 64     | 0      |
| 2019               | Cavalry             | CPL                | 22         | 0          | CC              | 6               | 0               |                    | -                  | -                  |             | -           | -           | 28     | 0      |
| 2020               | Cavalry             | CPL                | 8          | 0          |                 | -               | -               |                    | -                  | -                  |             | -           | -           | 8      | 0      |
| 2021               | Cavalry             | CPL                | 14         | 0          | CC              | 2               | 0               |                    | -                  | -                  |             | -           | -           | 16     | 0      |
| 2022               | Cavalry             | CPL                | 4          | 0          | CC              | 1               | 0               |                    | -                  | -                  |             | -           | -           | 5      | 0      |
| Totale Cavalry     | Totale Cavalry      | Totale Cavalry     | 48         | 0          |                 | 9               | 0               |                    | -                  | -                  |             | -           | -           | 57     | 0      |
| Totale carriera    | Totale carriera     | Totale carriera    | 236        | 3          |                 | 31              | 0               |                    | -                  | -                  |             | -           | -           | 267    | 3      |

### Cronologia presenze e reti in nazionale
| Cronologia completa delle presenze e delle reti in nazionale ― Canada | Cronologia completa delle presenze e delle reti in nazionale ― Canada | Cronologia completa delle presenze e delle reti in nazionale ― Canada | Cronologia completa delle presenze e delle reti in nazionale ― Canada | Cronologia completa delle presenze e delle reti in nazionale ― Canada | Cronologia completa delle presenze e delle reti in nazionale ― Canada | Cronologia completa delle presenze e delle reti in nazionale ― Canada | Cronologia completa delle presenze e delle reti in nazionale ― Canada |
| Data                                                                  | Città                                                                 | In casa                                                               | Risultato                                                             | Ospiti                                                                | Competizione                                                          | Reti                                                                  | Note                                                                  |
| --------------------------------------------------------------------- | --------------------------------------------------------------------- | --------------------------------------------------------------------- | --------------------------------------------------------------------- | --------------------------------------------------------------------- | --------------------------------------------------------------------- | --------------------------------------------------------------------- | --------------------------------------------------------------------- |
| 26-1-2013                                                             | Tucson                                                                | Canada                                                                | 0 – 4                                                                 | Danimarca                                                             | Amichevole                                                            | -                                                                     | 86’                                                                   |
| Totale                                                                |                                                                       | Presenze                                                              | 1                                                                     |                                                                       | Reti                                                                  | 0                                                                     |                                                                       |